# Церковь Святого Викентия де Поля (Харьков)
Церковь святого Викентия де Поля — католический храм Харькова ордена лазаристов. Храм освящён в честь святого Викентия де Поля.

## История
Первоначально на месте костёла располагалась территория заброшенного детского сада. Участок был приобретен общиной в 1995-м году, первая литургия была проведена 27 сентября 1995 г. Проект реконструкции здания выполнил архитектор Виктор Зайденберг. Храм построен в архитектурном стиле модернизма. Кроме храма на территории расположен дом для священников и приходской центр.